# Archettes
Archettes  (/aʁ.ʃɛt/) est une commune française située dans le département des Vosges, en Lorraine, dans la région administrative Grand Est.

## Géographie

### Localisation
Implantée sur la rive droite de la Moselle, Archettes fait face à la commune d'Arches. Ces deux localités tirent leur nom du terme latin Arculae, désignant les arches d'un pont qui enjambait déjà la rivière à l'époque gallo-romaine et qui se trouvait environ à 150 mètres au sud-ouest du village actuel.

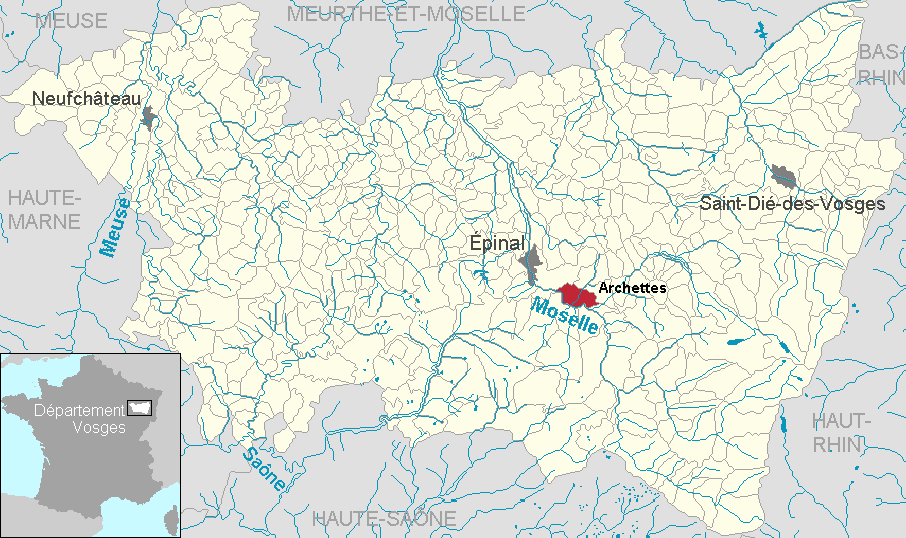
Localisation dans le département.

Il est possible de penser que la constitution du village d'Archettes provient de l'extension, sur la rive droite de la Moselle, de quelques habitations du village d'Arches sur l'actuelle commune d'Archettes.

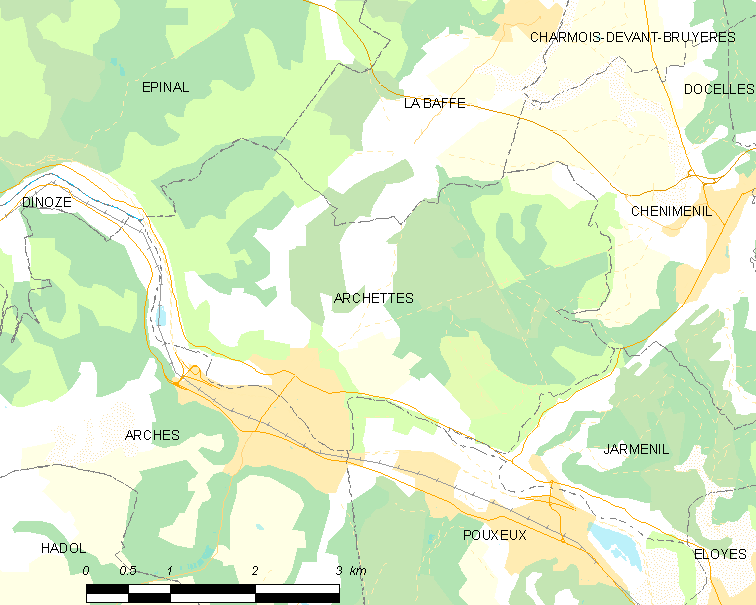
Situation géographique d'Archettes.
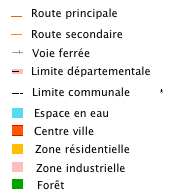
Légende.

### Géologie, relief et hydrographie
Archettes est traversée par la Moselle (rivière) et le ruisseau d'Argent.
Il existe deux captages situés aux lieux-dits Bois Formé et Sarazin.

### Hydrographie et les eaux souterraines
Hydrogéologie et climatologie : Système d’information pour la gestion des eaux souterraines du bassin Rhin-Meuse :
Territoire communal : Occupation du sol (Corinne Land Cover); Cours d'eau (BD Carthage),
Géologie : Carte géologique; Coupes géologiques et techniques,
 Hydrogéologie : Masses d'eau souterraine; BD Lisa; Cartes piézométriques.
La commune est située dans le bassin versant du Rhin au sein du bassin Rhin-Meuse. Elle est drainée par la Moselle et le ruisseau d'Argent,.
La Moselle d’une longueur totale de 560 kilomètres, dont 315 kilomètres en France,  prend sa source dans le massif des Vosges au col de Bussang et se jette dans le Rhin à Coblence en Allemagne.
Le ruisseau d'Argent, d'une longueur totale de 11,2 km, prend sa source dans la commune de Roulier et se jette  dans la Moselle dans la commune d'Archettes, en limite avec Arches, après avoir traversé cinq  communes.

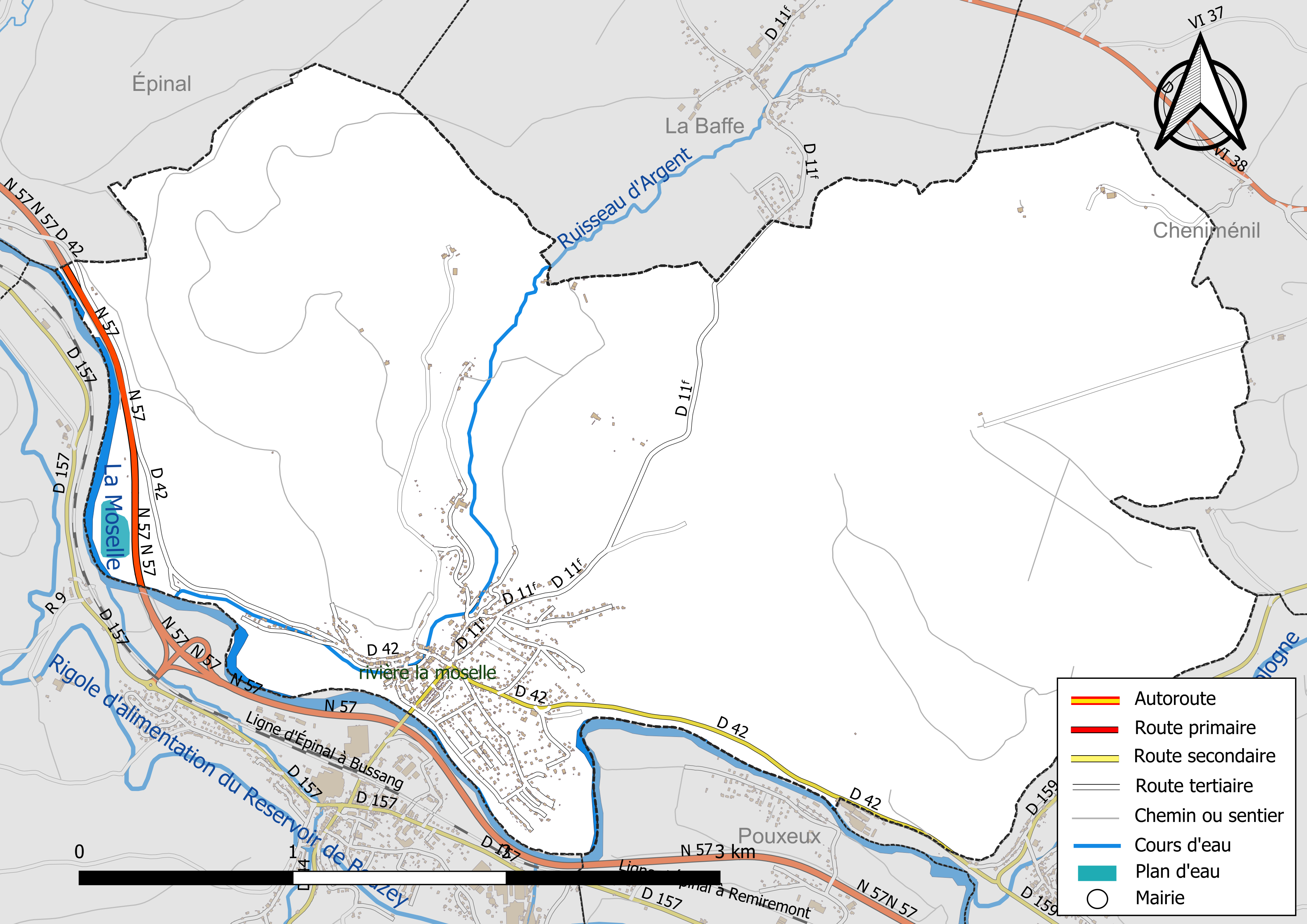
Réseaux hydrographique et routier d'Archettes.

### Climat
Pour des articles plus généraux, voir Climat du Grand Est et Climat des Vosges.
En 2010, le climat de la commune est de type climat de montagne, selon une étude du Centre national de la recherche scientifique s'appuyant sur une série de données couvrant la période 1971-2000. En 2020, Météo-France publie une typologie des climats de la France métropolitaine dans laquelle la commune est exposée à un climat semi-continental et est dans une zone de transition entre les régions climatiques « Lorraine, plateau de Langres, Morvan » et « Vosges ».
Pour la période 1971-2000, la température annuelle moyenne est de 9,6 °C, avec une amplitude thermique annuelle de 17,1 °C. Le cumul annuel moyen de précipitations est de 1 132 mm, avec 13,1 jours de précipitations en janvier et 10,5 jours en juillet. Pour la période 1991-2020, la température moyenne annuelle observée sur la station météorologique de Météo-France la plus proche, « Le Roulier_sapc », sur la commune du Roulier à 8 km à vol d'oiseau, est de 10,2 °C et le cumul annuel moyen de précipitations est de 1 000,2 mm. 
La température maximale relevée sur cette station est de 38,1 °C, atteinte le 25 juillet 2019 ; la température minimale est de −18,3 °C, atteinte le 20 décembre 2009,,.
Les paramètres climatiques de la commune ont été estimés pour le milieu du siècle (2041-2070) selon différents scénarios d'émission de gaz à effet de serre à partir des nouvelles projections climatiques de référence DRIAS-2020. Ils sont consultables sur un site dédié publié par Météo-France en novembre 2022.

## Urbanisme

### Typologie
Au 1er janvier 2024, Archettes est catégorisée bourg rural, selon la nouvelle grille communale de densité à sept niveaux définie par l'Insee en 2022.
Elle appartient à l'unité urbaine d'Arches, une agglomération intra-départementale regroupant deux  communes, dont elle est une commune de la banlieue,,. Par ailleurs la commune fait partie de l'aire d'attraction d'Épinal, dont elle est une commune de la couronne,. Cette aire, qui regroupe 118 communes, est catégorisée dans les aires de 50 000 à moins de 200 000 habitants,.

### Occupation des sols
L'occupation des sols de la commune, telle qu'elle ressort de la base de données européenne d’occupation biophysique des sols Corine Land Cover (CLC), est marquée par l'importance des forêts et milieux semi-naturels (67 % en 2018), en diminution par rapport à 1990 (68,9 %). La répartition détaillée en 2018 est la suivante : 
forêts (63,7 %), prairies (16,8 %), zones urbanisées (7 %), terres arables (6,2 %), milieux à végétation arbustive et/ou herbacée (3,3 %), zones agricoles hétérogènes (2,9 %), zones industrielles ou commerciales et réseaux de communication (0,2 %). L'évolution de l’occupation des sols de la commune et de ses infrastructures peut être observée sur les différentes représentations cartographiques du territoire : la carte de Cassini (XVIIIe siècle), la carte d'état-major (1820-1866) et les cartes ou photos aériennes de l'IGN pour la période actuelle (1950 à aujourd'hui).

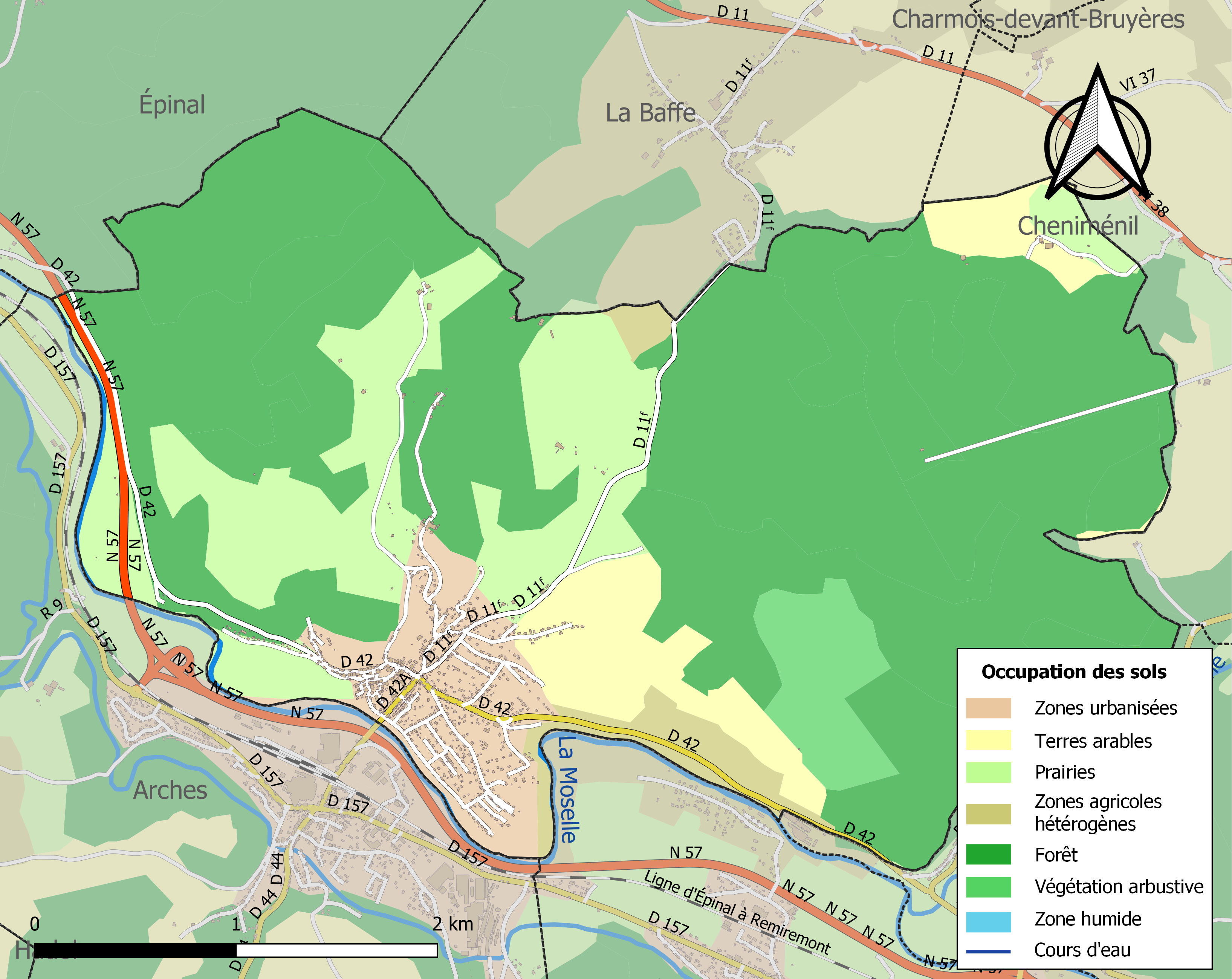
Carte des infrastructures et de l'occupation des sols de la commune en 2018 (CLC).

## Toponymie
Le nom de la localité est attesté sous les formes Archetes (1279) ; Curato de Archetis (1332) ; Archate (1338) ; Archattes (1435) ; Archette (1458) ; Archettes (XVIe siècle) ; Archet (XVIIe siècle) ; Arculæ (1768).

Archettes est le diminutif de la commune voisine d'Arches.

## Histoire
Durant l'Ancien Régime, la paroisse d'Archettes était composée du village de ce nom, des hameaux de Mossoux et La Baffe, des quatre censes de la Versure, des deux de l'Ermitage, des huit de Mont-le-Rupt, de celle du Bois-Formé et de la partie de Jarménil qui longe la forêt de Tannières, sur la gauche de la Vologne. Puis, il en a été retranché La Baffe et Jarménil, ainsi que les censes des Arpents, et ajouté les deux censes de Soba.

### Au spirituel
Avant 1776, la paroisse d'Archettes faisait partie du doyenné de Remiremont, archidiaconé des Vosges, diocèse de Toul. Mais depuis, la paroisse relève du doyenné de Remiremont, archidiaconé d’Épinal, diocèse de Saint-Dié, évêché érigé par la bulle du pape Pie VI du 21 juillet 1776.
Avant la Révolution, il y avait sur le territoire de la commune d'Archettes, un ermitage de la Conception Notre-Dame, dans lequel se faisait le noviciat des ermites de la congrégation de Saint-Jean-Baptiste, dont les statuts réformés ont été approuvés par l'évêque de Toul le 1er février 1759. Cet ermitage, dont la date de fondation est inconnue, fut détruit en 1789 et remplacé par les deux fermes dites de l'Ermitage.

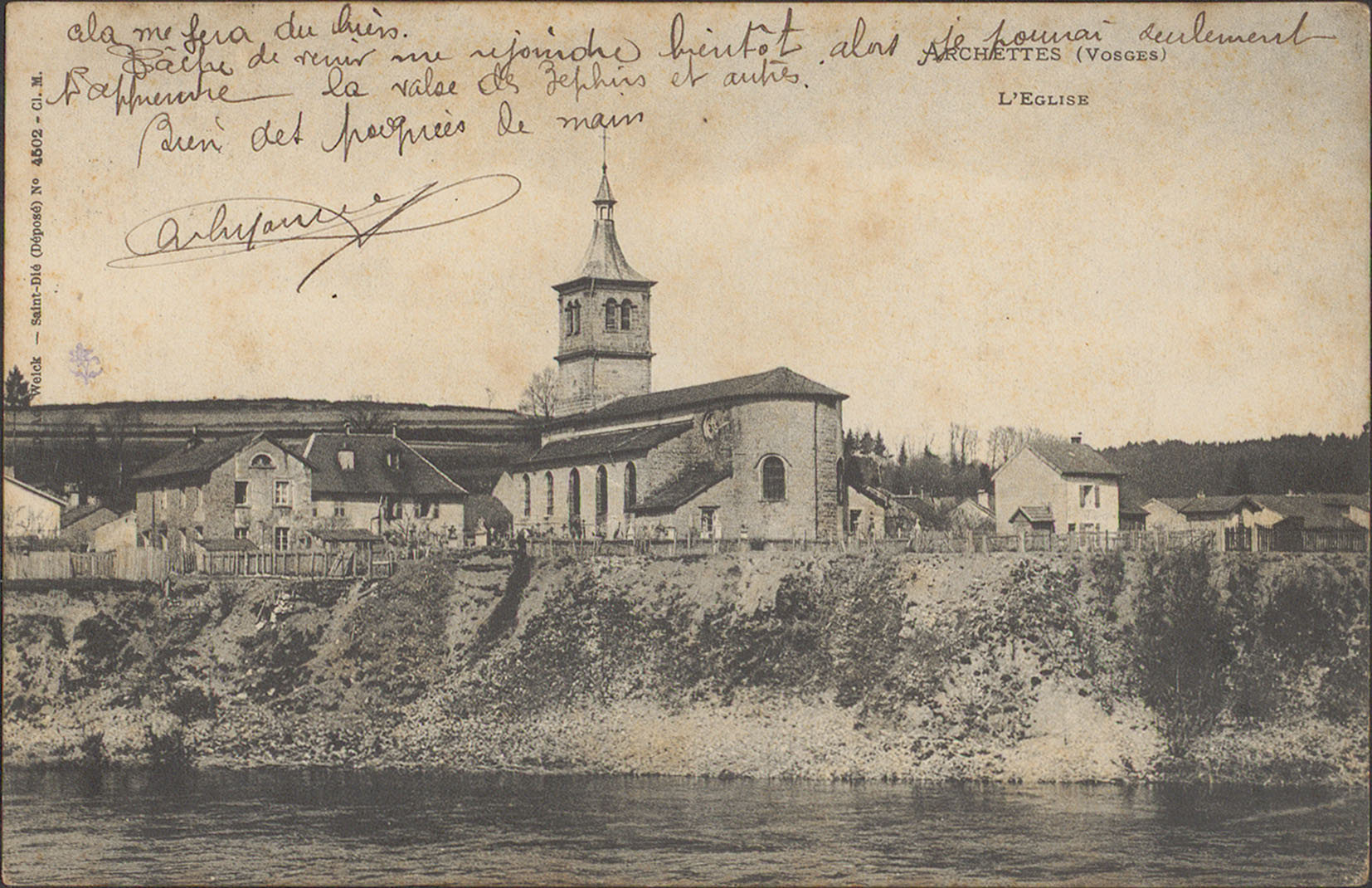
Église d'Archettes prise entre 1880 et 1945.

L'église communale est dédiée à saint Léger. 

### Les papeteries
Le 4 février 1789, les frères Claude Joseph et Grégoire Léopold Desgranges (de Luxeuil-les-Bains) rachètent pour 50 000 livres à Beaumarchais, les papeteries que ce dernier possédait à Arches et à Archettes.

### Anciennes divisions administratives
Sous l'Ancien Régime, le ruisseau qui traverse le village avant de se jeter dans la Moselle, appelé le ruisseau d'Argent, sépare le territoire de la commune en deux sections distinctes, chacune appartenant à une juridiction différente, à savoir :
- la section dite du Ban-d'Arches, située sur la rive gauche du Ruisseau d'Argent, relève du ban et de la prévôté d'Arches, bailliage de Vosges ; puis, à partir de l'édit du duc de Lorraine Stanislas de juin 1751, du ban d'Arches et du bailliage de Remiremont ;
- la section dite du Bailliage, située sur la rive droite, relève de la mairie de La Baffe et du bailliage d'Épinal, l'édit de 1751 ayant maintenu cette division administrative.

Le ban d'Arches comprend les villages et hameaux d'Arches, Hadol, Laménil, Giroménil, Guménil, Senade, le Rouillier, Dounoux, Éloyes, Pouxeux et donc partie d'Archettes. La mairie de La Baffe comprend pour sa part La Baffe, Mossoux et l'autre partie d'Archettes.
La scission administrative du village d'Archettes a une autre conséquence, outre le fait d'affecter chacune de deux sections à des juridictions différentes. En effet, les habitants des sections de ne se voient pas appliquer les mêmes règles juridiques : ainsi, la coutume de Lorraine s'applique sur le territoire de la section du Ban-d'Arches, tandis que la section du Bailliage connaît pour sa part la coutume d’Épinal.
Ce double régime juridique prend fin avec la Révolution de 1789 et l'unification du droit. Mais la division administrative de la commune survit à la Révolution. Le conseil municipal d’Archettes y met un terme définitif à la fin du XIXe siècle. À cette époque, la commune d'Archettes possède en pleine propriété quatre forêts : les trois forêts sectionales du Bailliage (141 ha 07 a), du Ban d’Arches (128 ha 47 a) et de Tannières (35 ha), ainsi que la forêt communale d’Archettes (10 ha 89 a), soit un massif forestier d’une contenance totale de 315 ha 43 a).
Toutefois, les produits des coupes de ces forêts ne sont pas partagés entre l’universalité des habitants. En effet, ceux-ci sont répartis selon la division ancestrale de la commune en deux sections distinctes l’une de l’autre et ayant chacune sa ou ses forêts d’attribution. Ainsi, les habitants de la rive droite du Ruisseau d’Argent, qui correspond à la section dite du Bailliage d’Épinal, sont fournis en bois de chauffage grâce aux forêts sises sur ce territoire, c’est-à-dire la forêt du Bailliage - aujourd’hui appelée forêt du Chenât. Tandis que les habitants de la rive droite du Ruisseau d’Argent, ceux de la section du Ban d’Arches, sont fournis en bois dans les forêts du Ban d’Arches et de Tannières, la forêt communale d’Archettes étant pour sa part affectée à l’affouage des habitants deux sections.

Cet état de fait est néanmoins à l’origine de graves difficultés pour l’administration de la commune, engendrant notamment des troubles de l’ordre public. C’est pourquoi le conseil municipal vote une délibération, en date du 22 juin 1884, dans laquelle : 

« il propose, dans un esprit d’équité, de réunir en une seule toutes les sections d’affouage de la commune, d’en partager les produits également entre tous les affouagistes sans distinction, en un mot de ne plus établir à l’avenir qu’un rôle unique d’affouage. »

Avant de mettre en pratique une telle décision, le conseil souhaite procéder à une enquête auprès des habitants de la commune afin de recueillir leur avis. Ceux-ci ne s’y opposant pas, la décision du conseil municipal est entérinée par arrêté préfectoral du 2 août 1884.
C’est ainsi que, depuis 1884, les produits des coupes de toute nature appartenant aux différentes sections de la commune sont réunis et distribués de manière égale entre tous les affouagistes de la commune, sans distinction fondée sur l’appartenance à une des deux sections de la commune, mettant par la même fin à une pratique immémoriale.
Néanmoins, la réunion des produits tirés des coupes de bois ne doit pas faire penser que la division de la commune en deux parties distinctes est définitivement éteinte. En effet, bien qu’elles ne puissent plus jouir librement du produit de leurs bois, chaque section demeure encore propriétaire à titre indivis de ses bois. Mais cette répartition des propriétés forestières n’existe plus pour très longtemps, une nouvelle délibération du conseil municipal intervenant en 1897.

En effet, se basant sur sa délibération du 22 juin 1884, le conseil municipal estime, dans la délibération du 15 juillet 1897, que : 

« les massifs formant les quatre forêts ci-dessus peuvent être actuellement considérés comme ne constituant qu’une même propriété communale ; il y aurait de grands avantages à les réunir pour procéder à leur aménagement, le quart de réserve pouvant être formé des cantons situés sur la rive gauche de la Moselle, à raison de leur éloignement considérable de la commune et des difficultés du transport qui en résultent pour les affouagistes. »

Le conseil souhaite donc que la forêt communale d’Archettes et les forêts sectionales du Bailliage, du Ban d’Arches et de Tannières soient désormais toutes désignées sous le nom de “forêt communale d’Archettes”, la propriété des trois forêts sectionales passant d’une section particulière de la commune à l’universalité des habitants d’Archettes. Ce choix n’est que la suite logique de la délibération de 1884 : les habitants des sections ne pouvant plus jouir librement des forêts situées sur leur territoire, il n’y a dès lors plus lieu de leur laisser la propriété de ces forêts.
Et c'est ainsi, par le passage d'une propriété sectionale des forêts à une propriété communale, que fut mis un terme à la division de la commune d'Archettes en deux sections distinctes, aucun autre élément relevant de l'administration générale de la commune ne justifiant plus cette division.

## Politique et administration

### Budget et fiscalité 2022

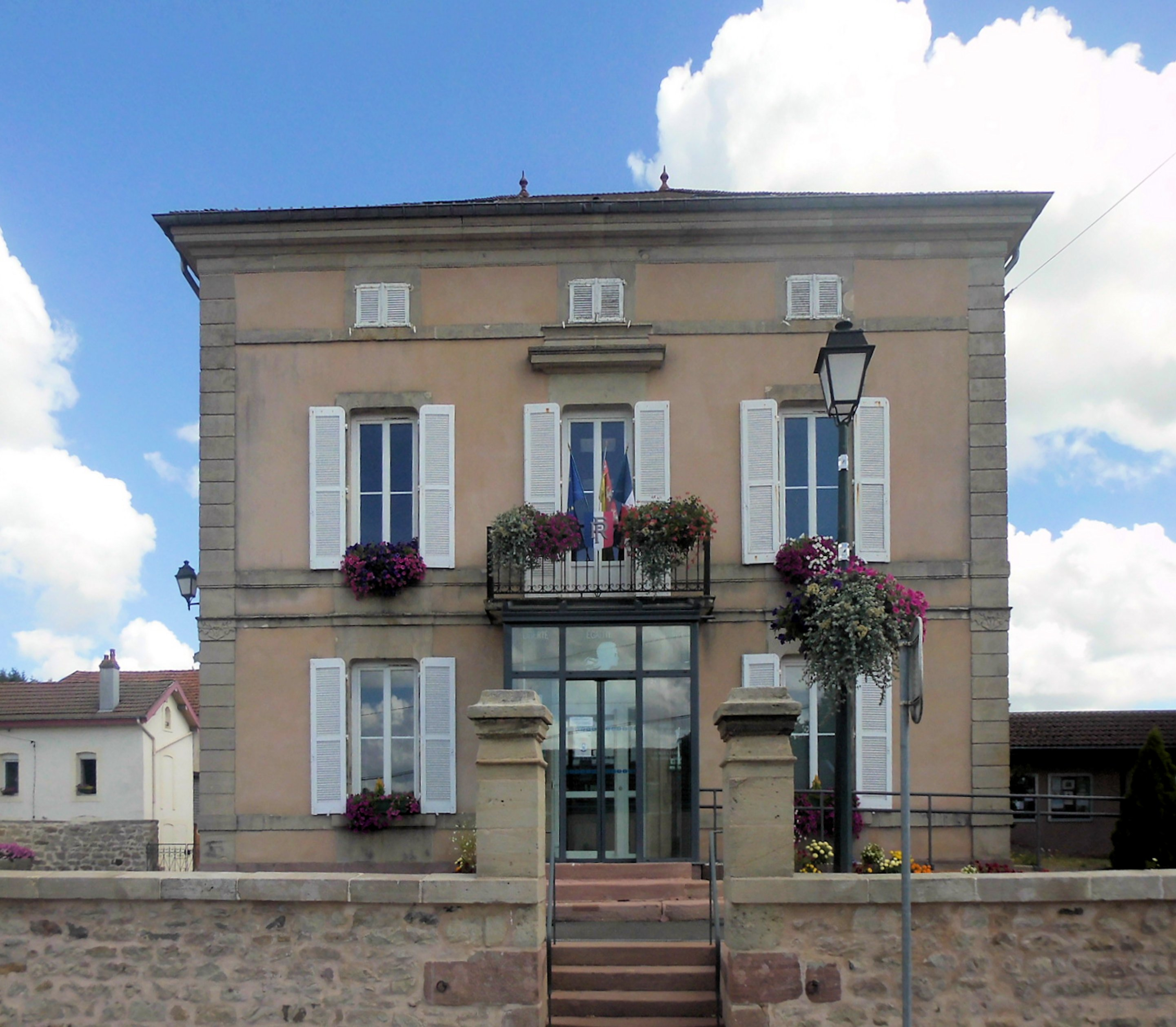
La mairie.

En 2022, le budget de la commune était constitué ainsi :
- total des produits de fonctionnement : 852 000 €, soit 762 € par habitant ;
- total des charges de fonctionnement : 755 000 €, soit 675 € par habitant ;
- total des ressources d'investissement : 166 000 €, soit 149 € par habitant ;
- total des emplois d'investissement : 388 000 €, soit 347 € par habitant ;
- endettement : 1 251 000 €, soit 1 119 € par habitant.

Avec les taux de fiscalité suivants :
- taxe d'habitation : 11,46 % ;
- taxe foncière sur les propriétés bâties : 39,40 % ;
- taxe foncière sur les propriétés non bâties : 30,50 % ;
- taxe additionnelle à la taxe foncière sur les propriétés non bâties : 0,00 % ;
- cotisation foncière des entreprises : 0,00 %.

Chiffres clés Revenus et pauvreté des ménages en 2021 : médiane en 2021 du revenu disponible, par unité de consommation : 24 210 €.

### Liste des maires
| Période                                  | Période                   | Identité        | Étiquette | Qualité |
| ---------------------------------------- | ------------------------- | --------------- | --------- | ------- |
| Les données manquantes sont à compléter. |                           |                 |           |         |
| mars 2001                                | 2008                      | René Vincent    | DVD       |         |
| mars 2008                                | mai 2020                  | Joël Marot      |           |         |
| mai 2020                                 | En cours (au 25 mai 2020) | Patrick Georges | SE        |         |

### Intercommunalité
La commune fait partie de la communauté d'agglomération d'Épinal.

### Jumelage et parrainage
Archettes est jumelée avec la commune de Poptéléac ( Roumanie ).
La commune d'Archettes parraine la tombe du soldat Bernardino Petrarca.

## Population et société

### Démographie

#### Évolution démographique
Les habitants sont nommés les Archettois  et les Archettoises .
L'évolution du nombre d'habitants est connue à travers les recensements de la population effectués dans la commune depuis 1793. Pour les communes de moins de 10 000 habitants, une enquête de recensement portant sur toute la population est réalisée tous les cinq ans, les populations de référence des années intermédiaires étant quant à elles estimées par interpolation ou extrapolation. Pour la commune, le premier recensement exhaustif entrant dans le cadre du nouveau dispositif a été réalisé en 2007.

En 2022, la commune comptait 1 110 habitants, en évolution de +1,46 % par rapport à 2016 (Vosges : −2,96 %, France hors Mayotte : +2,11 %).
| 1793 | 1800 | 1806 | 1821 | 1831 | 1836 | 1841 | 1846 | 1856 |
| ---- | ---- | ---- | ---- | ---- | ---- | ---- | ---- | ---- |
| 579  | 538  | 596  | 569  | 677  | 650  | 624  | 609  | 553  |

| 1861 | 1866 | 1876 | 1881 | 1886 | 1891 | 1896 | 1901 | 1906 |
| ---- | ---- | ---- | ---- | ---- | ---- | ---- | ---- | ---- |
| 636  | 663  | 553  | 554  | 534  | 462  | 548  | 746  | 808  |

| 1911 | 1921 | 1926 | 1931 | 1936 | 1946 | 1954 | 1962 | 1968 |
| ---- | ---- | ---- | ---- | ---- | ---- | ---- | ---- | ---- |
| 853  | 842  | 879  | 864  | 867  | 836  | 874  | 883  | 949  |

| 1975  | 1982  | 1990  | 1999  | 2006  | 2007  | 2012  | 2017  | 2022  |
| ----- | ----- | ----- | ----- | ----- | ----- | ----- | ----- | ----- |
| 1 015 | 1 072 | 1 038 | 1 026 | 1 077 | 1 084 | 1 102 | 1 085 | 1 110 |

### Enseignement
Établissements d'enseignements :
- École maternelle et primaire.
- Collèges à Éloyes, Épinal.
- Lycées à Épinal.

### Santé
Professionnels et établissements de santé : 
- Médecins à Archettes, Arches, Pouxeux, Hadol.
- Pharmacies à Archettes, Arches, Pouxeux, Hadol.
- L'hôpital le plus proche est le centre hospitalier Émile-Durkheim situé dans la ville voisine d'Épinal.

### Cultes
- Culte catholique, Paroisse Notre-Dame-des-Chênes[37], Diocèse de Saint-Dié.

## Économie

### Entreprises et commerces

#### Agriculture
- Élevage de vaches laitières.
- Élevage d'autres bovins et de buffles.
- Culture de légumes, de melons, de racines et de tubercules.

#### Tourisme
- Hébergements et restauration.

#### Commerces
- Commerces et services de proximité.

## Culture locale et patrimoine

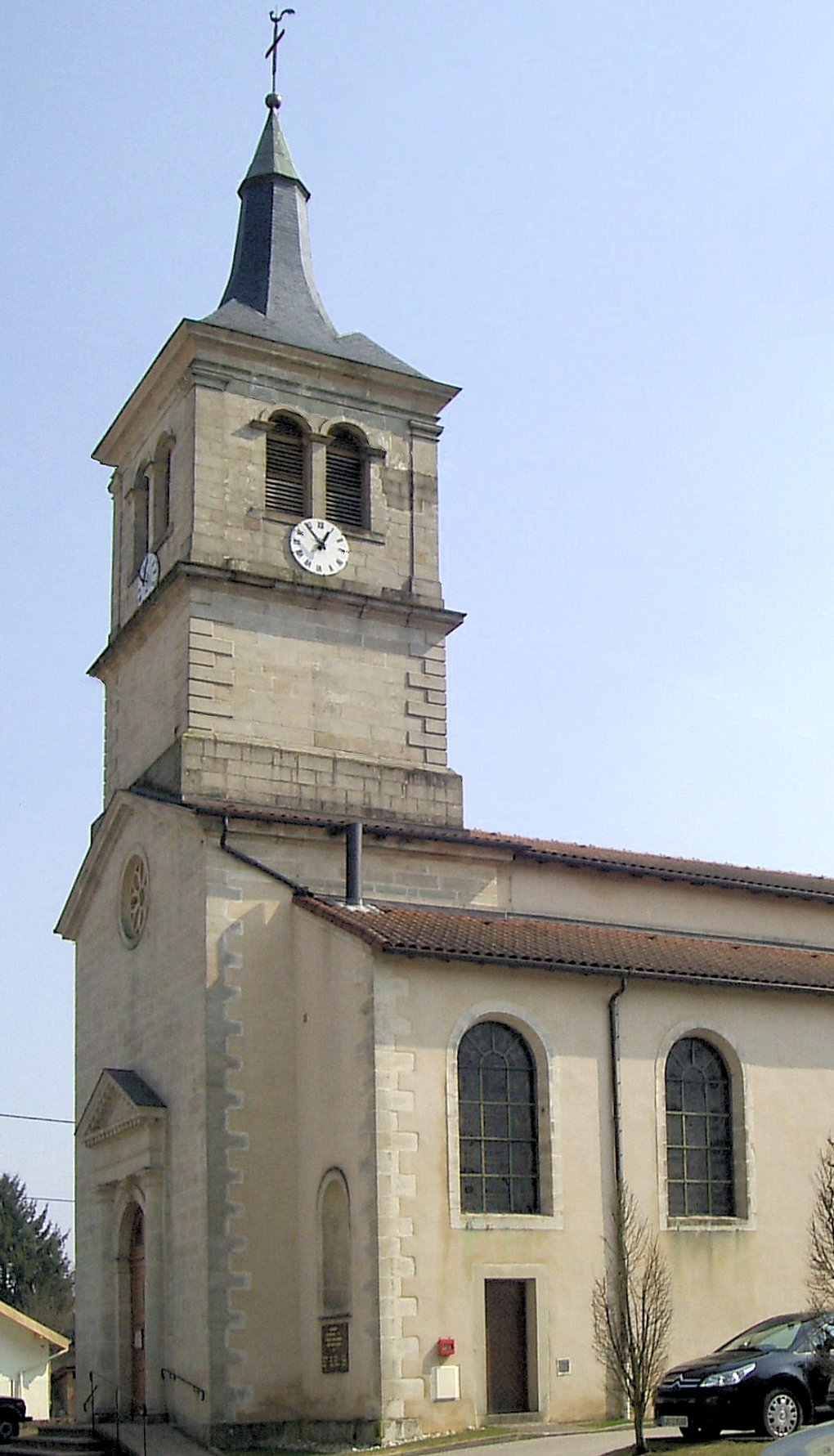
L'église Saint-Léger.
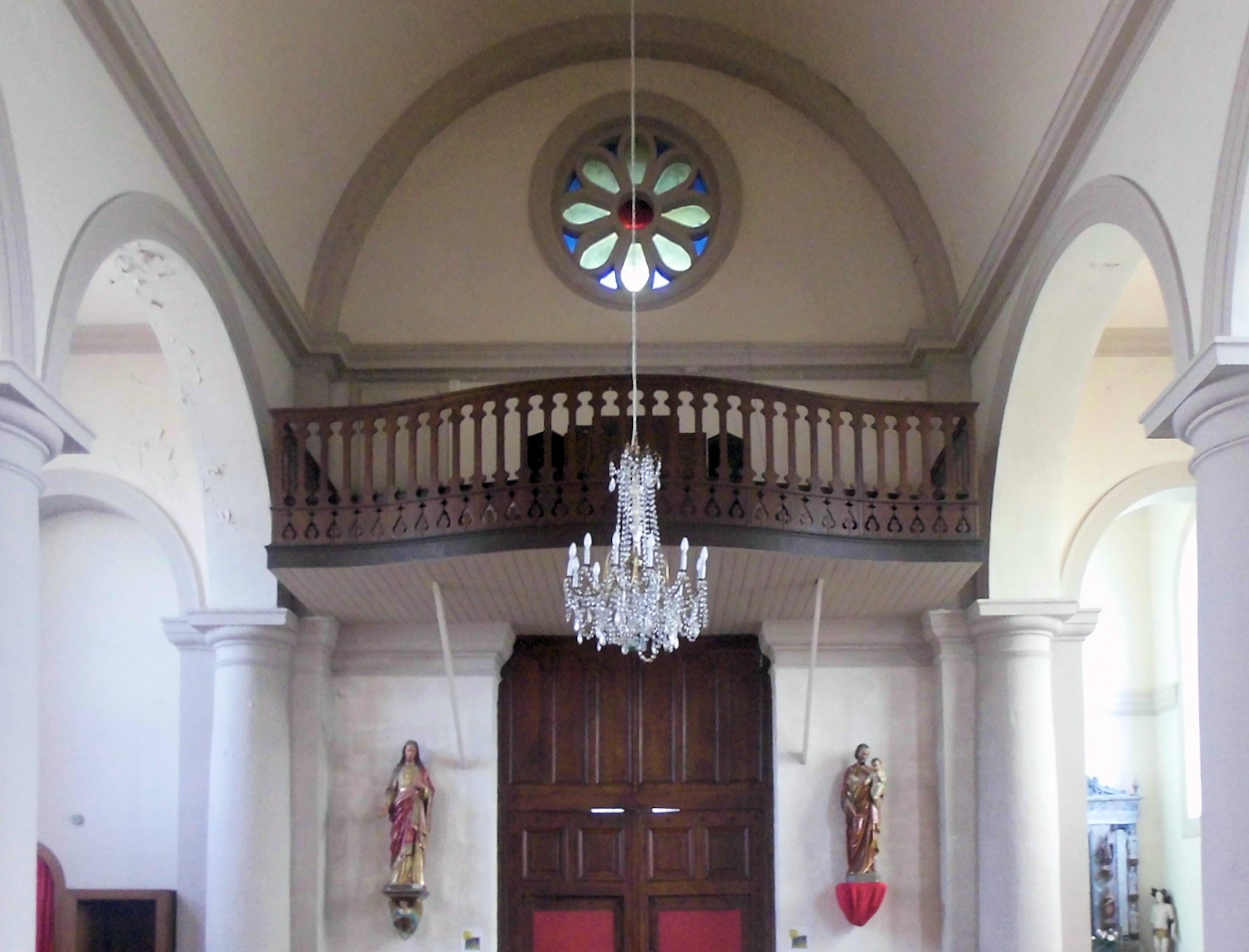
Orgue de l'église Saint-Léger.
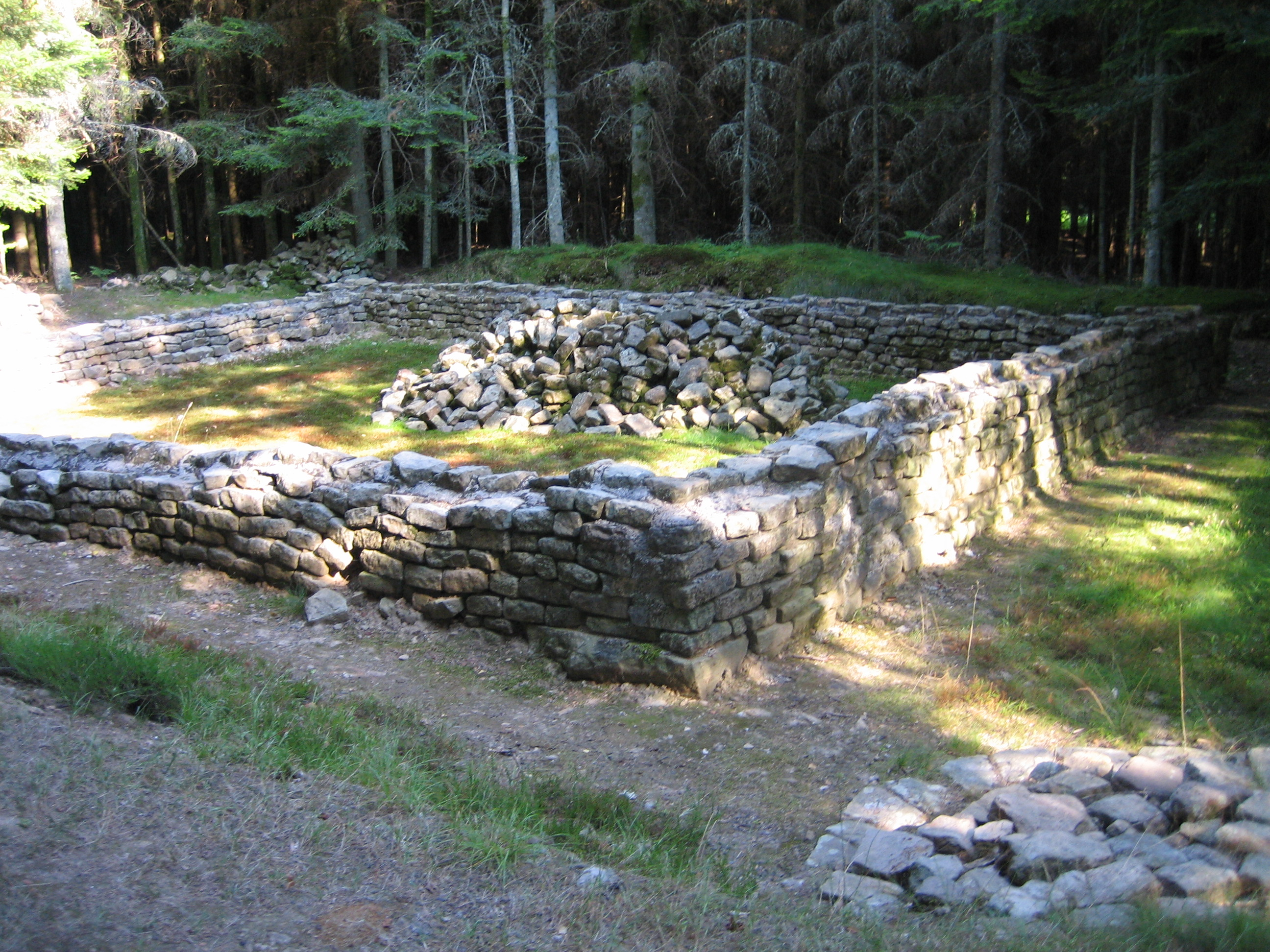
Sanctuaire gallo-romain de la forêt de Tannière.
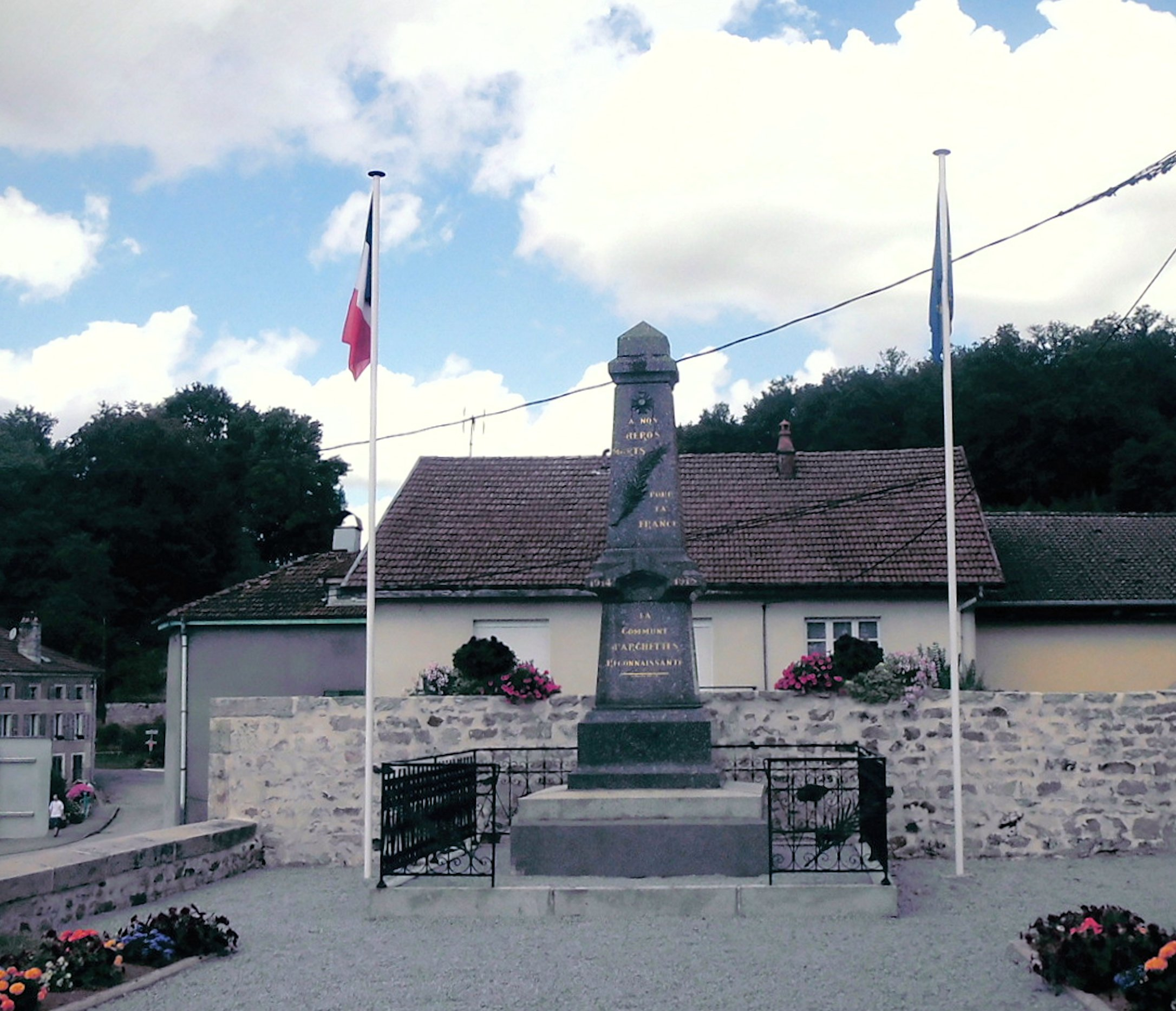
Monument aux morts.
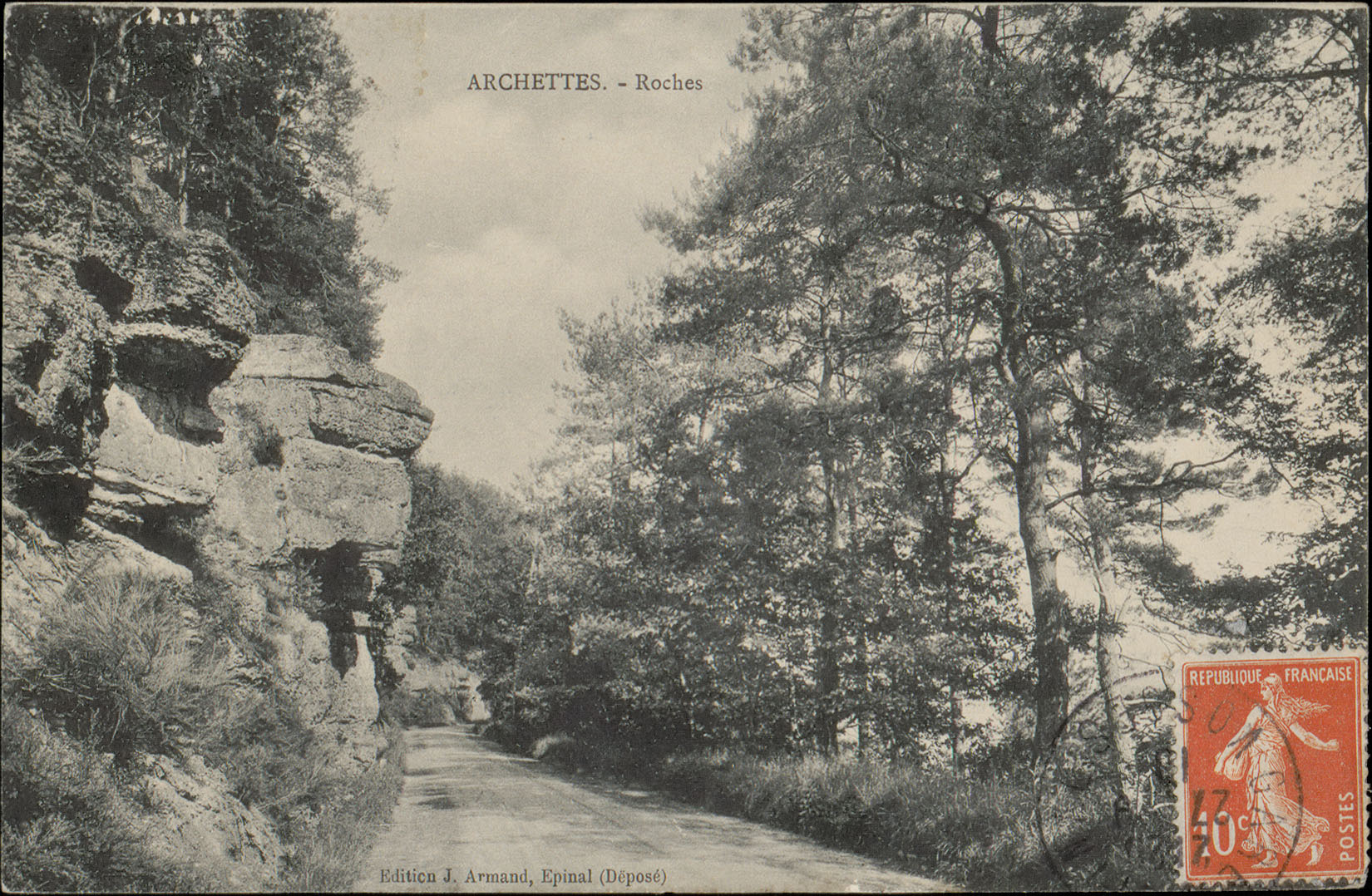
Carte postale représentant les roches de la route d'Archettes.
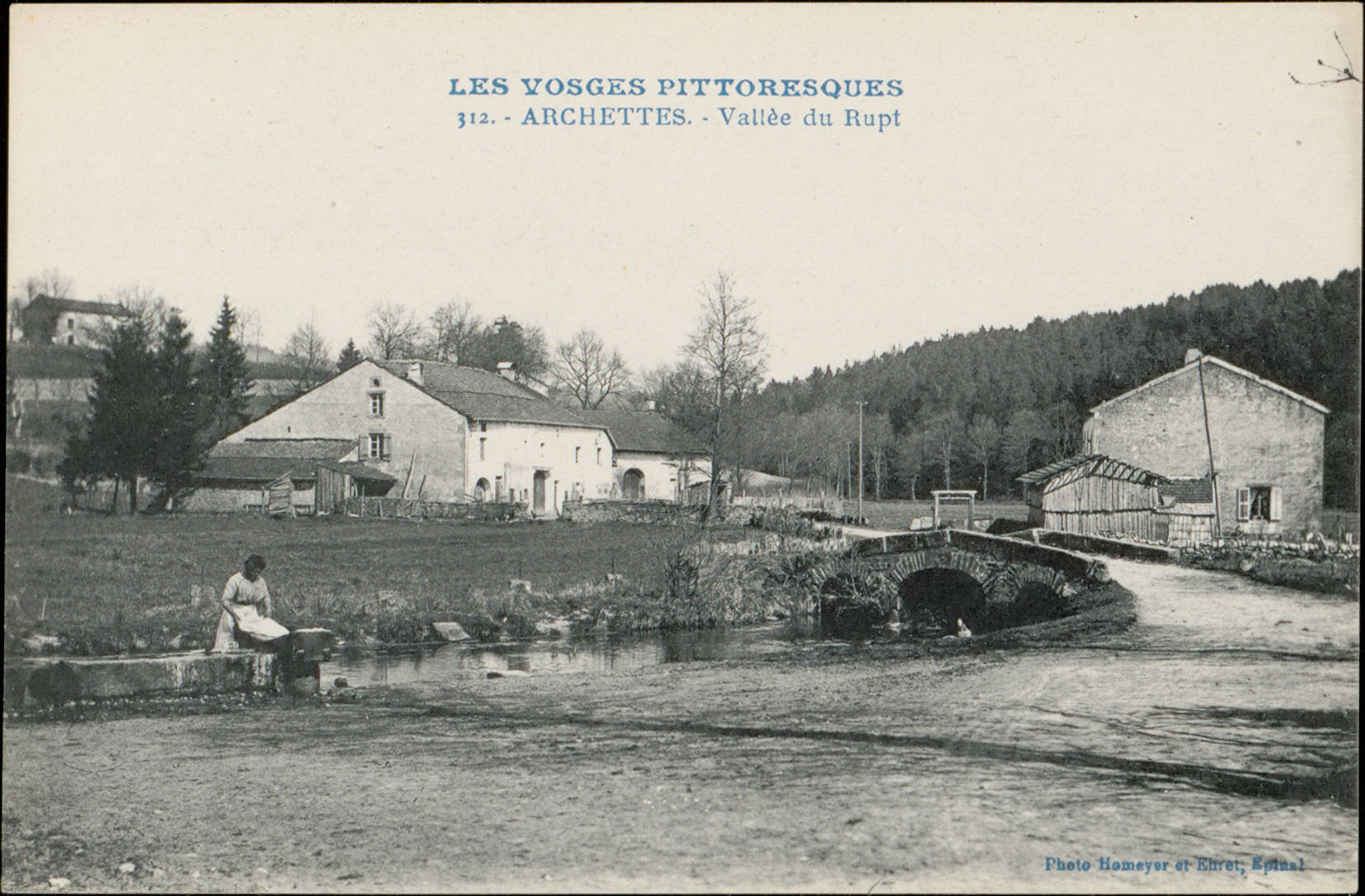
Carte postale représentant la vallée du Rupt.

### Lieux et monuments
- Église paroissiale Saint-Léger, reconstruite au milieu du XIXe siècle[38],[39]. On peut y admirer plusieurs œuvres classées dont une Vierge à l’Enfant du XVIe siècle (v. 1520-1525), originaire de l'ancien couvent des Minimes d'Épinal[40] ; un maître-autel baroque en bois doré avec six chandeliers et un retable dit "de l'Ecce Homo", en bois polychrome et doré, tous deux datant du XVIIIe siècle et provenant peut-être de l'ermitage du lieu[41] ; des statues de saint Antoine[42]  et saint Sébastien[43] en bois polychrome et doré datant également du XVIIIe siècle et en provenance de l'ermitage[44].
- Vestiges d'un sanctuaire gallo-romain au dieu Mercure en forêt domaniale de Tannières[45].
- Le Chêne de la Vierge en forêt domaniale de Tannières, dédié au culte de la Vierge Marie (une messe s'y déroule le 15 août de chaque année)[46].
- Remarquables affleurements de roches gréseuses d'aspect ruiniforme datant du Trias (conglomérat principal), surplombant la route d'Épinal à la sortie sud-ouest du village[47].
- Les rapides de la Moselle, au lieu-dit Bazimpré[48],[49].

### Personnalités liées à la commune
- Jean-Baptiste Jacquot, ecclésiastique

### Héraldique
| Blason | Blasonnement : Tiercé en pairle : au 1er d'argent, au pont à deux arches d'or mouvant des flancs surmonté de trois sapins arrachés de sinople mis en fasce ; au 2e d'azur, au tambour de papeterie d'or d'où pend une coulée de papier d'argent en pal ondé ; au 3e de sinople au Temple de Mercure d'argent ; au chef soudé d'or, à la bande de gueules chargée de trois alérions d'argent. Commentaires : Le pont à deux arches symbolise le nom de la commune et le pont qui enjambe la Moselle. Les sapins représentent la forêt environnante. Le deuxième tiercé du pairle symbolise les anciennes activités industrielles aujourd'hui disparues : la papeterie et le tissage. Le dernier tiercé symbolise le temple de Mercure et le chef est aux armes de Lorraine. |

## Pour approfondir